# Al-Ajnad Foundation for Media Production
Al-Ajnad Foundation for Media Production (араб. مؤسسة أجناد للإنتاج الإعلامي‎) — СМИ Исламского государства, основанное в августе 2013 года и специализирующееся на производстве нашидов на арабском языке (нашиды на других языках выпускает Al-Hayat Media Center), таджвиде Корана. Имело собственное мобильное приложение на Android с возможностью получения и воспроизведения контента Al-Ajnad Media, выпущенное сторонней прохалифатской группой Al-Battar. Именно Al-Ajnad Media выпустило нашид «Моя умма, рассвет уже начался» (араб. أمتي قد لاح فجر‎) и нашид «Звон мечей» (араб. صليل الصوارم‎) из одноимённой серии фильмов. Исполнителем большинства релизов Al-Ajnad Media был известный у себя на родине саудовский муншид (исполнитель нашидов) Абу аз-Зубейр аль-Джазрауи, убитый в результате американского авиаудара в июле 2015 года.